# اوتو لیبینگ
اوتو لیبینگ (آلمانی: Otto Liebing; ۳۱ مارس ۱۸۹۱ – ۷ نوامبر ۱۹۶۷) قایقران روئینگ اهل آلمان بود.